# 全日本カデ柔道体重別選手権大会
全日本カデ柔道体重別選手権大会（ぜんにほんかでじゅうどうたいじゅうべつせんしゅけんたいかい）は、2009年から始まった世界カデの開催を受けて2011年から静岡県武道館で開催されることとなった、全柔連が主催するカデ（大会開催年の12月31日時点で15歳以上18歳未満）のジュニア選手による全国大会。

## 概要
2009年の世界カデでは各国とも各階級1名しか出場できなかったが、2011年には各階級2名まで出場できることになった。しかし、全柔連は2011年の世界カデには各階級とも今大会において優勝した1名のみしか選手を派遣しなかった。
2013年からこの大会に出場できる選手の年齢が、大会開催年の12月31日時点で15歳以上17歳未満から15歳以上18歳未満に変更された。さらに、世界カデに派遣できる選手は男女とも最大で9名までに制限されることになった。
2015年からは男女の最軽量級である50kg級と40kg級が廃止された。
2020年4月に開催予定だった今大会は、新型コロナウイルスの影響により中止となった。その後、2021年と2022年の大会も新型コロナウイルスの影響で中止を余儀なくされた。2023年以降も開催されていない。

## 実施階級
男子
- 55kg級
- 60kg級
- 66kg級
- 73kg級
- 81kg級
- 90kg級
- 90kg超級

女子
- 44kg級
- 48kg級
- 52kg級
- 57kg級
- 63kg級
- 70kg級
- 70kg超級

## 優勝者
男子
| 年     | 50kg以下級 | 55kg以下級 | 60kg以下級 | 66kg以下級 | 73kg以下級 | 81kg以下級 | 90kg以下級 | 90kg超級       |
| ------ | ---------- | ---------- | ---------- | ---------- | ---------- | ---------- | ---------- | -------------- |
| 2011年 | 永山竜樹   | 平鍋達裕   | 大島優磨   | 磯田範仁   | 尾方寿應   | 野々内悠真 | 江畑丈夫   | 田崎健祐       |
| 2012年 | 杉本颯     | 平鍋達裕   | 大島拓海   | 野村琢眞   | 吉田優平   | 白川剛章   | 貫目純矢   | ウルフ・アロン |
| 2013年 | 梅北亘     | 永山竜樹   | 大島拓海   | 阿部一二三 | 立川新     | 尾方寿應   | 白川剛章   | 太田彪雅       |
| 2014年 | 佐藤史都   | 樋口裕大   | 山本達彦   | 阿部一二三 | 古賀颯人   | 藤原崇太郎 | 飯田健太郎 | 山田伊織       |
| 年     | 55kg以下級 | 60kg以下級 | 66kg以下級 | 73kg以下級 | 81kg以下級 | 90kg以下級 | 90kg超級   |                |
| 2015年 | 内田海翔   | 古賀玄暉   | 石郷岡秀征 | 渡辺神威   | 藤原崇太郎 | 岩城啓祐   | 蓜島剛     |                |
| 2016年 | 福田大悟   | 中里勇斗   | 大西希明   | 村上優哉   | 奥田將人   | 長井晃志   | 東部直希   |                |
| 2017年 | 鷲見仁義   | 近藤隼斗   | 桂嵐斗     | 中橋大貴   | 賀持喜道   | 村尾三四郎 | 斉藤立     |                |
| 2018年 | 福田大晟   | 近藤隼斗   | 田中龍馬   | 中矢琉斗   | 菅原幸大   | 森健心     | 福永夏生   |                |
| 2019年 | 佐藤優磨   | 辻岡慶次   | 福田大和   | 小田桐美生 | 大竹龍之助 | 戸髙淳之介 | 菅原光輝   |                |
| 2020年 | 中止       | 中止       | 中止       | 中止       | 中止       | 中止       | 中止       |                |
| 2021年 | 中止       | 中止       | 中止       | 中止       | 中止       | 中止       | 中止       |                |
| 2022年 | 中止       | 中止       | 中止       | 中止       | 中止       | 中止       | 中止       |                |
| 2023年 | 中止       | 中止       | 中止       | 中止       | 中止       | 中止       | 中止       |                |
| 2024年 | 中止       | 中止       | 中止       | 中止       | 中止       | 中止       | 中止       |                |

女子
| 年     | 40kg以下級 | 44kg以下級 | 48kg以下級 | 52kg以下級 | 57kg以下級 | 63kg以下級 | 70kg以下級 | 70kg超級   |
| ------ | ---------- | ---------- | ---------- | ---------- | ---------- | ---------- | ---------- | ---------- |
| 2011年 | 稲毛ゆか   | 松尾美沙   | 近藤亜美   | 米澤夏帆   | 芳田司     | 池絵梨菜   | 遠田真子   | 朝比奈沙羅 |
| 2012年 | 坂上綾     | 浅岡美名   | 齋藤美穂   | 黒木七都美 | 鈴木伊織   | 嶺井美穂   | 森田智子   | 月波光貴穂 |
| 2013年 | 山内穂乃花 | 鈴木茉莉   | 常見海琴   | 前田千島   | 西尾直子   | 鍋倉那美   | 畠石香花   | 月波光貴穂 |
| 2014年 | 五十嵐莉子 | 鈴木茉莉   | 常見海琴   | 武田亮子   | 村井惟衣   | 小柳穂乃果 | 中江美裕   | 冨田若春   |
| 年     | 44kg以下級 | 48kg以下級 | 52kg以下級 | 57kg以下級 | 63kg以下級 | 70kg以下級 | 70kg超級   |            |
| 2015年 | 五十嵐莉子 | 梅北眞衣   | 富沢佳奈   | 舟久保遥香 | 三浦裕香理 | 新森涼     | 素根輝     |            |
| 2016年 | 古賀若菜   | 渋谷舞     | 阿部詩     | 若藤唯     | 都留麻瑞   | 朝飛七海   | 素根輝     |            |
| 2017年 | 久保井仁菜 | 渋谷舞     | 小林未奈   | 中矢遙香   | 嘉重春樺   | 新名寧々   | 吉峰芙母絵 |            |
| 2018年 | 宮井杏     | 中馬梨歩   | 藤城心     | 岡田恵里佳 | 勝部桃     | 朝飛真実   | 米川明穂   |            |
| 2019年 | 宮城杏優菜 | 吉岡光     | 多田薫     | 江口凛     | 矢澤愛理   | 桑形萌花   | 八巻衣音   |            |
| 2020年 | 中止       | 中止       | 中止       | 中止       | 中止       | 中止       | 中止       |            |
| 2021年 | 中止       | 中止       | 中止       | 中止       | 中止       | 中止       | 中止       |            |
| 2022年 | 中止       | 中止       | 中止       | 中止       | 中止       | 中止       | 中止       |            |
| 2023年 | 中止       | 中止       | 中止       | 中止       | 中止       | 中止       | 中止       |            |
| 2024年 | 中止       | 中止       | 中止       | 中止       | 中止       | 中止       | 中止       |            |